# Девід Вунагі
Девід Вунагі (англ. David Okete Vuvuiri Vunagi; 5 вересня 1950 — 7 березня 2025) — англіканський єпископ Соломонових островів, Генерал-губернатор Соломонових островів у 2019—2024 роках. Був архієпископом Меланезії та єпископом єпархії Центральної Меланезії в 2009—2015 роках.

## Біографія
Девід Вунагі народився в 1950 р у селищі Самасодоу, провінція Ісабель (о. Санта-Ісабель, Соломонові Острови).
В 1976 році закінчив факультет природничих наук у південнотихоокеанському університеті на Фіджі, а в 1982 році пройшов курс післявузівської освіти з біології в Університеті Папуа-Нової Гвінеї. В 1990 здобув ступінь бакалавра теології у коледжі Святого Іоанна в Окленді (Нова Зеландія), в 1998 р — магістра у Ванкуверській школі теології (Канада).

### Кар'єра
В 1980-і працював учителем у середній школі Короля Джорджа VI і в англіканському Селвін-коледжі на острові Гуадалканал. В 1992 р викладав у теологічному коледжі єпископа Паттесона у селищі Коїмарама.
В 1996 переїхав в Канаду, де був помічником священнослужителя в приході святого Ансельма єпархії Нового Вестмінстера (провінція Британська Колумбія). Повернувшись на Соломонові острови, Вунагі став настоятелем в єпархії Ісабель Англіканської церкви Меланезії (охоплює території Соломонових Островів, Вануату, а також Французьку Нову Каледонію). В 1999 став старшим викладачем у Селвін-коледжі.
В 2000—2009 був єпископом єпархії Темоту. В цей же період обіймав посаду секретаря при голові Церкви Меланезії. У березні 2009 р був обраний архієпископом і предстоятелем цієї Церкви, очолював її з 31 травня 2009 р по вересень 2015 року, після чого повернувся у провінцію Ісабель. На початку 2019 р обійняв посаду директора Селвін-коледжу.
У червні 2019 р Вунагі було обрано парламентом країни кандидатом на посаду наступного генерал-губернатора Соломонових островів. Обійняв посаду 7 липня 2019 року.

## Нагороди
- Лицар Ордена Святого Михайла і Святого Георгія[5]